# Réserve nationale de faune du Cap-Jourimain
La réserve nationale de faune du Cap-Jourimain (anglais : Cape Jourimain National Wildlife Area) fait partie d'un réseau national canadien composé de 143 zones spéciales réservées uniquement à la faune et protégées par le gouvernement du Canada par des mesures strictes. Elle est située sur l'île de Jourimain dans la partie la plus étroite du détroit de Northumberland, le passage Abegweit, près de Cap Tourmentin au Nouveau-Brunswick. Le Pont de la Confédération l'enjambe pour se rendre à l’Île-du-Prince-Édouard.

## Description
Cette réserve créée en 1980, comprend une grande variété d'écosystèmes dont des marais salés, des marais d'eau douce et des marais saumâtres. Il y environ 170 espèces d'oiseaux migrateurs qui la fréquente, dont le pluvier siffleur une espèce en voie de disparition. Le paysage côtier y est fragile et changeant. Elle est en partie aménagée et on y retrouve le Centre d'interprétation de la nature Cape Jourimain (CINCJ) qui a été ouvert a officiellement 26 juillet 2002 par l'honorable Marilyn Trenholme Counsell, lieutenante-gouverneure du Nouveau-Brunswick.

## Géographie
La réserve a une superficie de 661,7 ha, dont 334,9 ha sont situés en milieu marin. Elle localisé le long de la route 16, tout juste à l'accès est du pont de la Confédération, qui permet de traverser le détroit de Northumberland vers l'Île-du-Prince-Édouard. Le territoire de la réserve est compris dans celui des districts de services locaux de Bayfield, de Murray Corner et de la paroisse de Botsford, tous trois localisés dans le comté de Westmorland.
Le territoire de la réserve est constitué de deux îles, soit l'île Trenholm au centre et l'île Jourimain en périphérie, ainsi que les marais d'eau saumâtre qui relie ces îles au continent. Ces îles sont aussi reliées à la terre ferme par une chaussée construite durant les années 1960.
Le substrat rocheux de la réserve est constitué de deux formations géologiques, soit les formations de Tormentine, qui comprend les îles et la côte et la formation de Richibucto, qui est situé à l'intérieur des terres. La formation de Richibucto est composée de grès orange à gris, de mudstones, de conglomérat et de charbon du Pennsylvanien (entre 318 et 299 millions d'années). La formation de Tormentine est quant à elle composée de grès rouge, de conglomérat et d'un peu de mudstone. Elle est un peu plus jeune que la formation de Richibucto et une partie date peut-être du Permien.